# Neocorynura euadne
Neocorynura euadne är en biart som först beskrevs av Carlos Schrottky 1909.  Neocorynura euadne ingår i släktet Neocorynura och familjen vägbin. Inga underarter finns listade i Catalogue of Life.